# Liste des stations de radio au Luxembourg
Cet article présente la liste des radios au Luxembourg.
Le Luxembourg, pays multilingue, diffuse des radios dédiées à chacune des langues officielles : le luxembourgeois, le français et l'allemand. En outre, il existe également des stations de radio qui diffusent en anglais et en portugais.

## Liste des radios au Luxembourg

### Radios luxembourgophones

#### Publique
- Radio 100,7, seule radio publique au Luxembourg

#### Privées
- Eldoradio
- Radio Aktiv
- Radio ARA
- RTL Radio Lëtzebuerg
- Radio Belle Vallée • FM 107.0 • www.rbv.lu

### Radios francophones
- Bel RTL
- L'essentiel Radio
- Radio Contact
- RTL

### Radios germanophones
- RPR1
- RTL Radio

### Autres radios
- AFN - diffuse en anglais
- ARA City Radio - diffuse en anglais
- Radio Amizade - diffuse en portugais
- Radio Latina - diffuse en portugais

## Radio defunte
- Radio Salopette - Diffusion arrêtée en 2021[1]